# Peter Kern (Musiker)
Peter Kern (* 4. Dezember 1973 in Wien) ist ein österreichischer Bluesmusiker (Gitarrist, Sänger, Songwriter).

## Biografie

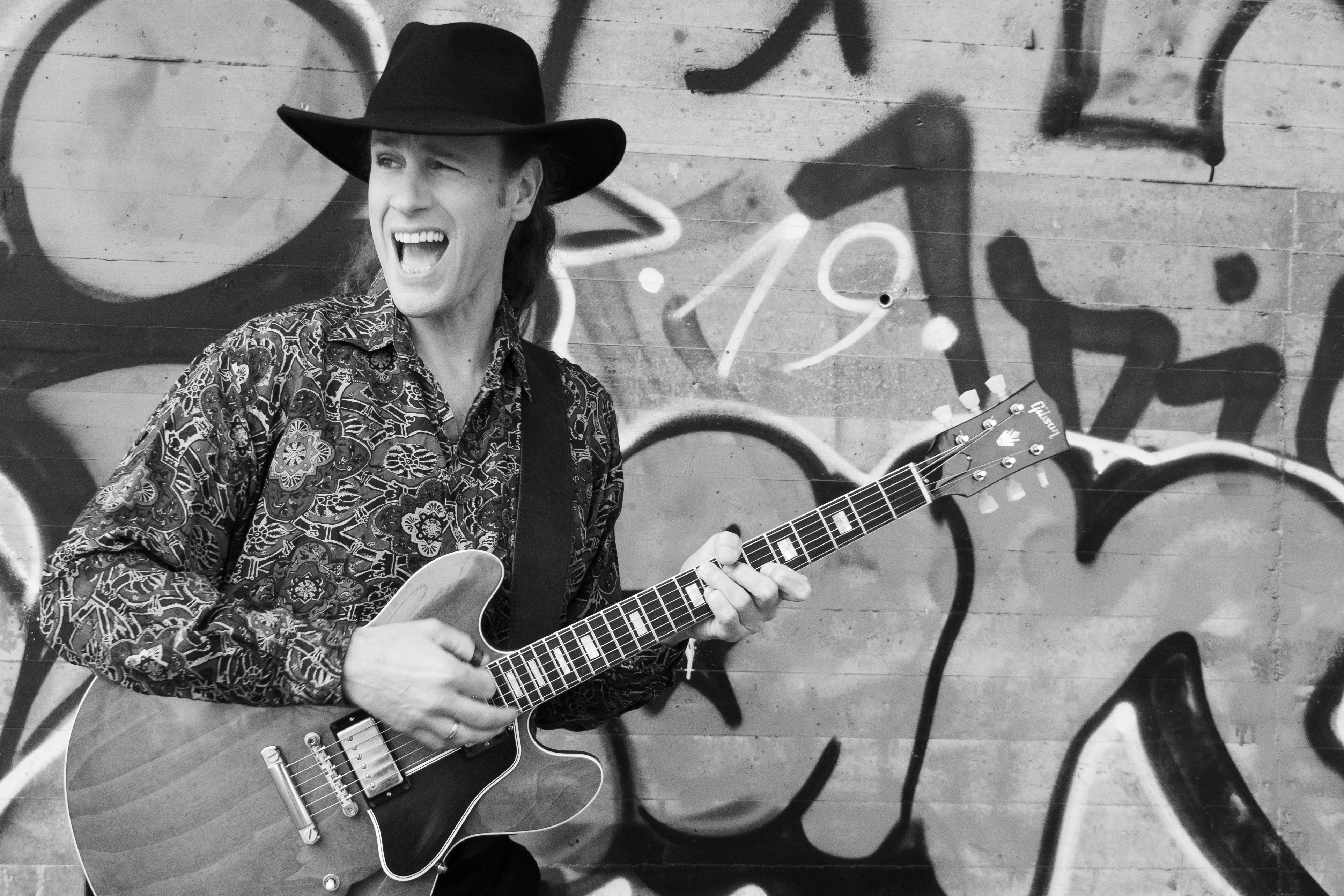
Peter Kern 2019

Der 1973 geborene Wiener kam in frühester Kindheit durch seine Eltern zur Rock-’n’-Roll-Musik. Er hörte seinen ersten Blues mit vier, bekam im Alter von sechs Jahren endlich seine erste Gitarre und stand bereits als fünfzehnjähriger regelmäßig auf der Bühne.
Die darauffolgenden Jahre eröffnete er zahlreiche Shows internationaler Acts wie Luther Allison, Alvin Lee und Chris Farlowe. Als Shootingstar der Wiener Bluesszene durfte Peter Blues-Größen wie Big Jay McNeely, Louisiana Red, Eddie C. Campbell, Magic Slim, John Primer, Dana Gillespie und die Mojo Blues Band begleiten.
1998 wurde der amerikanische Musikproduzent Larry Cohn auf ihn aufmerksam und es entstand das erste Soloalbum Young & Restless (Document Records). In Eigenregie folgte 2003 das Album Bluespower (vergriffen) und Lovepower (Styx Records) im Jahr 2007.
Er gewann bei der International Blues Challenge 2001 in Memphis, Tennessee unter mehr als 200 Teilnehmer den 3. Platz.

## Diskografie
- Peter Kern – Young & Restless – Document Records (1999)
- Peter Kern – Bluespower (2003)
- Peter Cairn – Lovepower – Styx Records (2007)
- Peter Cairn – Keep On – KHPVIDEO (2007, Live DVD)

Mitwirkungen
- Chris 4er Peterka – Don't Bother 'Bout Your Blues – Rst Records (1992)[4]
- Hooked on Blues – I Have to Stop – Wolf Records (1993)[5]
- Christian Dozzler & The Blues Wave – Take It Easy – Wolf Records (1994)[6]
- Austrian Blues Summit – Wolf Records (1995)[7]
- Chris 4er Peterka – Hard Times – 4er Records (1996)[8]
- Hooker Blues Cafe – Blues Live – Curt Records (1997)[9]
- Acoustic Blues from Starbucks – Night on the Delta – Sony Music Special Products (1999)[10]
- Katie Kern – Blues For The Highway –  Wolf Records (2017)[11]
- Peter Müller & Friends – Pick Up Styx – Styx Records (2021)[12]